# Rue Arthur-III
La rue Arthur-III est une voie publique de Nantes, en France.

## Situation et accès
Située dans le quartier de l'île de Nantes, cette artère rectiligne, longue de plus de 400 mètres, qui est bitumée et ouverte à circulation routière, relie le quai François-Mitterrand au boulevard de la Prairie-au-Duc. Elle rencontre successivement la rue Magin, rue La Noue-Bras-de-Fer, le mail du Front-Populaire, l'allée Niki-de-Saint-Phalle, la rue la Tour-d'Auvergne et la place Albert-Camus.

## Origine du nom
Elle rend hommage à Arthur III de Bretagne (1393-1458) connétable de France et duc de Bretagne.

## Historique
La voie porte d'abord le nom, non officiel, de « rue de Châteaubriand », puis est baptisée, le 31 mars 1848, mais elle ne devient viable qu'en 1872. En 1882, une partie en fut supprimée, depuis la « rue de la Prairie-au-Duc » (devenue boulevard de la Prairie-au-Duc) jusqu'à la boire de Toussaint (actuel boulevard Gustave-Roch).
Dans les années 2000, la section de la rue centrale traverse le mail du Front-Populaire, artère qui irrigue le quartier de la Création constitué notamment des anciennes Halles Alstom, dont les halles nos 4 et 5 doivent accueillir, dès 2017, les nouveaux locaux de l'école supérieure des beaux-arts de Nantes Métropole (ESBANM).

## Voies secondaires

### Allée Niki-de-Saint-Phalle
Localisation : 47° 12′ 22″ N, 1° 33′ 39″ O
Cette voie piétonne qui relie la rue Arthur-III à l'allée Frida-Kahlo en longeant le côté sud de l'école supérieure des beaux-arts, a été baptisée le 7 octobre 2016 du nom de Niki de Saint Phalle, plasticienne, peintre, sculptrice et réalisatrice de films française. L'allée Louise-Bourgeois la relie à la rue la Tour-d'Auvergne.